# Hanen Chograni
Hanen Chograni (arabe : حنان الشقراني) est une actrice, animatrice de télévision et de radio et chroniqueuse tunisienne. Elle est également professeure de théâtre.

## Filmographie

### Cinéma
- 2010 : Linge sale (court métrage) de Malik Amara
- 2014 : La vie est belle (court métrage) de Chiraz Bouzidi

### Télévision

#### Séries
- 2006 : Nwassi w Ateb d'Abdelkader Jerbi
- 2009 :
  - Njoum Ellil de Madih Belaïd, Amir Majouli, Jamil Najjar et Kaïs Néji
  - Prison Brika de Borhen Ben Hsouna (invitée d'honneur)
- 2011 : Nsibti Laaziza (invitée d'honneur de l'épisode 2 de la saison 2) de Slaheddine Essid : Monia
- 2012 :
  - Bab El Hara 2100 de Haifa Mohamed Araar et Anis Ben Dali
  - Café Mexico de Rafik Meddeb
  -  Dipanini de Hatem Bel Hadj (invitée d'honneur)
- 2013 : Zawja El Khamsa de Habib Mselmani et Jamel Eddine Khelif (invitée d'honneur des épisodes 4, 14 et 15) : Chema, la femme d'Alaya
- 2014 : School (saison 1) de Zied Litayem : Mme Mounira Billet
- 2015 : Bolice (saison 1) de Majdi Smiri
- 2016-2018 : Denya Okhra (ar) de Sami Fehri[1], Kaïs Chekir et Mamdouh Abdelghaffar
- 2018-2019 : Elli Lik Lik de Kaïs Chekir et Kaïs Néji

#### Émissions
- 2013 : Taxi (épisode 2) sur Ettounsiya TV : invitée
- 2013-2017 : Klem Ennes sur El Hiwar El Tounsi avec Ala Chebbi : chroniqueuse
- 2014 : L'anglizi (épisode 8) sur Tunisna TV : invitée
- 2015 : Ghani Lel Jamaaya (épisode 8) sur El Hiwar El Tounsi avec Sami Fehri : invitée
- 2017 :
  - Hkayet Tounsia (épisode 6) sur El Hiwar El Tounsi : invitée
  - Dimanche tout est permis sur El Hiwar El Tounsi avec Nidhal Saadi (ar) : invitée
- 2018 : L'émission sur Attessia TV avec Amine Gara : invitée
- 2019 : Bas les masques sur El Hiwar El Tounsi avec Amine Gara : invitée

## Théâtre
- 2009 : El Toreh, mise en scène de Ghazi Zaghban, avec Fatma Felhi[2]
- 2014 : Chrifa wa Afifa, mise en scène de Mohamed Mounir Argui, avec Manel Abdelkoui[3]

## Radio
- Raf Mag sur Radio IFM avec Rafik Bouchnak : animatrice de la chronique « Micro »